# Gary Sánchez
Gary Sánchez (nascido em 2 de dezembro de 1992) é um jogador profissional de beisebol, originário da República Dominicana, que atua como catcher pelo Minnesota Twins na Major League Baseball (MLB). Fez sua estreia na MLB com o New York Yankees em 2015. Foi nomeado como Novato do Mês da American League e Jogador do Mês em agosto de 2016 e foi convocado para o All-Star Game em 2017. Sánchez entrou em cena com um recorde entre novatos em 2016, terminando em segundo lugar na votação de Novatos do Ano, apesar de ter jogado em apenas 53 partidas.

## Vida pessoal
Sánchez e sua esposa, Sahaira tiveram sua primeira filha, Sarah, em agosto de 2014..